# 凯文·墨菲
凯文·马奎斯·墨菲（英語：Kevin Marquis Murphy，1990年3月6日—）為美國男子籃球運動員，畢業於田納西理工大學，在2012年NBA选秀第二輪第47順位獲得犹他爵士青睞。
2015年1月3日，中国男子篮球职业联赛浙江广厦宣布簽下墨菲頂替合約到期的贾马尔·富兰克林。
2017年4月21日，全国男子篮球联赛广西威壮宣布與墨菲完成簽約。

## 外部連結
- 凱文·墨菲在fiba.basketball（英语）
- 凱文·墨菲在NBA（英语）
- 凱文·墨菲在NBA G聯盟（英语）
- 凱文·墨菲在土耳其籃球超級聯賽（英语）
- 凱文·墨菲在Basketball-Reference.com（NBA）（英语）
- 凱文·墨菲在Basketball-Reference.com（NBA G聯盟）（英语）
- 凱文·墨菲在Basketball-Reference.com（國際）（英语）
- 凱文·墨菲在Sports-Reference.com（NCAA）（英语）
- 凱文·墨菲在Eurobasket.com（球員）（英语）
- 凱文·墨菲在Proballers（英语）
- 凱文·墨菲在RealGM（英语）
- 凱文·墨菲在Flashscore（英语）
- 凱文·墨菲在Flashscore（英语）